# Neisseria iguanae
Neisseria iguanae – gatunek Gram-ujemnej bakterii występujący w jamie ustnej i wątrobie legwana nosorogiego oraz legwana zielonego. Po raz pierwszy został opisany w 1987 jako patogen odpowiedzialny za posocznicę, oraz ropnie na ogonach dwóch gatunków legwanów. Komórki N. iguanae są nieruchliwe, tworzą dwoinki (sporadycznie terady). Jej kolonie rosną w temperaturze 25–37 °C i osiągają średnicę 1 mm po 72 godzinach hodowli. Na agarze z krwią N. iguanae zdolna jest do hemolizy. Bakteria ta wytwarza katalazę, niektóre szczepy zdolne są do redukcji azotanów oraz azotynów. N. iguanae jest także w pewnym stopniu przystosowana do fermentacji glukozy, sacharozy, trehalozy, ale nie fruktozy, maltozy, laktozy i galaktozy. Gatunek ten cechuje się odpornością na antybiotyki nowobiocynę oraz trimetoprym, jest natomiast wrażliwy na penicylinę, gentamycynę, chloramfenikol, streptomycynę, oraz tetracyklinę.